# Przepływ genów
Przepływ genów – rozprzestrzenianie się genów pomiędzy populacjami.
Przepływ genów wpływa na poziom zmienności w puli genów, następuje wskutek migracji organizmów. Przedstawiciele danego gatunku są rozmieszczeni losowo, przypadkowo, czyli nierównomiernie w obrębie jego zasięgu, czyli tworzą zgrupowania. Na przykład żaby ryczące z jednego stawu tworzą odrębną populację wobec populacji z przyległego stawu. Między dwoma stawami istnieje wprawdzie niewielka wymiana osobników wskutek migracji, jednak prawdopodobieństwo kojarzenia się żab żyjących w tym samym stawie jest znacznie większe niż z żabami "napływowymi". Przedstawiciele danego gatunku mają tendencję do tworzenia lokalnych populacji, określanych mianem demów. Zważywszy, że każdy dem jest mniej lub bardziej izolowany genetycznie od innych populacji danego gatunku, demy wykazują pewną odrębność cech genetycznych.
Liczba migrujących osobników różnych gatunków zależy od sposobu ich rozmnażania się i rozprzestrzeniania. Migracja pewnych zwierząt, np. ptaków, jest oczywista : zjawisko to nie jest jednoznaczne w przypadku innych organizmów. Pyłek roślin może być przenoszony na duże odległości przez wiatr i zwierzęta. Nasiona i owoce, które powstają w wyniku płciowego rozmnażania się roślin, odznaczają się często pewnymi przystosowaniami, umożliwiające im rozprzestrzenianie się na duże odległości.